# Albert Conrad Ullman
Albert Conrad Ullman (ur. 9 marca 1914 w Great Falls, Montana, zm. 11 października 1986 w Bethesda, Maryland) – amerykański polityk, członek Partii Demokratycznej. W latach 1957–1981 przez dwanaście dwuletnich kadencji Kongresu Stanów Zjednoczonych był przedstawicielem drugiego okręgu wyborczego w stanie Oregon w Izbie Reprezentantów Stanów Zjednoczonych.